# Войны древности: Спарта. Судьба Эллады
Судьба Эллады (англ. Fate of Hellas) — компьютерная игра в жанре стратегия в реальном времени. Игра была выпущена компанией JoWood и разработана компанией World Forge. Она вышла 20 декабря 2007 года в России (выпущена компанией Руссобит-М), а 4 апреля 2008 года — в Великобритании, Германии и Франции. «Судьба Эллады» является независимым дополнением к игре Войны древности: Спарта, которое включает в себя две новые кампании, посвящённых спартанцам и македонянам.

## Игровой процесс
Судьба Эллады - это стратегическая игра в реальном времени. Основной целью для большинства сценариев является победа над противником или противниками путем уничтожения их поселений или, в ряде случаев, ликвидация определенной боевой единицы. Для достижения этой цели игрок должен не только вести боевые действия, но и осуществлять базовое управление экономикой поселения: сбор ресурсов, строительство зданий и исследование новых технологий. Управление действиями (командование боевыми единицами. строительство и т.д.) осуществляется по системе point & click.

## Отзывы и рецензии
| Сводный рейтинг | Сводный рейтинг |
| Агрегатор       | Оценка          |
| --------------- | --------------- |
| GameRankings    | 53,85 %         |

- Игра получила смешанные отзывы от Metacritic, оценки на сайте 52/6.2.[5]
- Игра также получила ровно 50 % от Ag.ru.